# NapsterLive Sessions
NapsterLive Sessions è un EP della cantante londinese Amy Winehouse. L'EP registrato dal vivo nel 2006 è stato pubblicato in Italia dalla Universal Music Italia.

## Tracce
1. You Know I'm No Good (NapsterLive)
2. Love Is A Losing Game (NapsterLive)
3. Rehab (NapsterLive)
4. To Know Him Is to Love Him (NapsterLive)